# Chloromachia pallidata
Chloromachia pallidata är en fjärilsart som beskrevs av W. Warren 1899. Chloromachia pallidata ingår i släktet Chloromachia och familjen mätare. Inga underarter finns listade i Catalogue of Life.